# Wellenseindse Heide
De Wellenseindse Heide (ook: Wellenseindsche Heide) is een bos- en natuurgebied ten westen van Lage Mierde in de Nederlandse provincie Noord-Brabant. Het gebied beslaat 159 ha.
De Wellenseindse Heide is eigendom van de gemeente Reusel-De Mierden en sluit in het westen en noorden aan op het Landgoed de Utrecht. Het bestaat deels uit ontginningsbos, vooral naaldbos, en enkele landbouwontginningen. In het bos zijn nog heiderestanten en twee vennen in te vinden, namelijk het Panneven en het Breedven.
Er is een wandeling uitgezet langs deze vennen.